# Општина Добра (Дамбовица)
Добра (рум. Dobra) општина је у Румунији у округу Дамбовица.
Oпштина се налази на надморској висини од 170 m.